# Azygophleps liturata
Azygophleps liturata is een vlinder uit de familie houtboorders (Cossidae). De wetenschappelijke naam van deze soort werd voor het eerst geldig gepubliceerd in 1879 door Aurivillius.
De soort komt voor in tropisch Afrika.